# 许政润
许政润（1927年7月—），男，汉族，浙江海宁人，中华人民共和国政治人物。曾任东风汽车集团公司副总工程师。第五、六、七、八届全国政协委员。